# Jüdische Gemeinde Olmütz

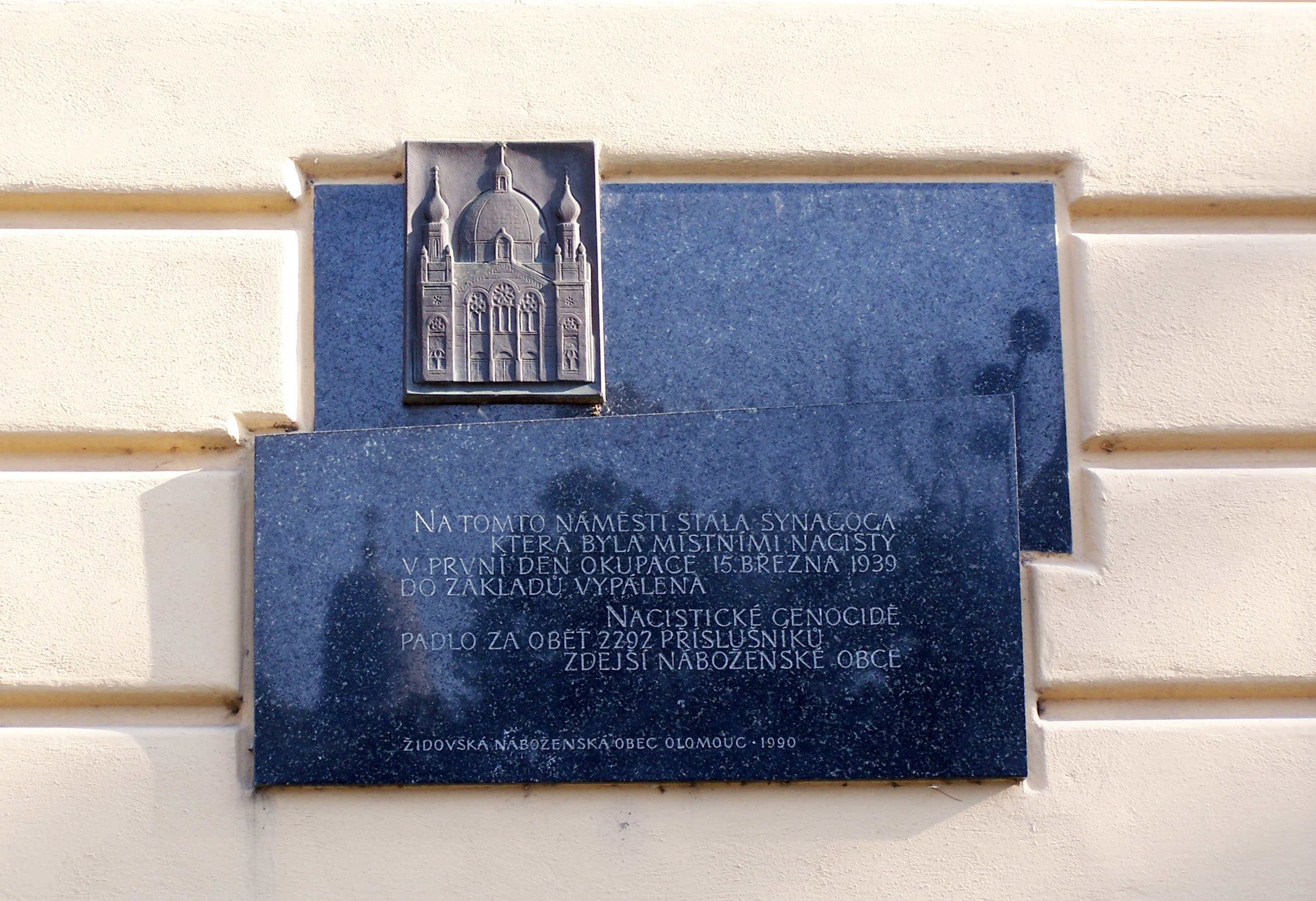
Gedenktafel für die durch die Nationalsozialisten niedergebrannte Synagoge

Die selbständige Jüdische Gemeinde in Olmütz, heute Olomouc in Tschechien, entstand 1892 aus dem jüdischen religiösen Verein. Eine jüdische Besiedlung in Olmütz wird jedoch etwa ab dem 11. Jahrhundert angenommen.

## Geschichte
Eine mögliche Anwesenheit jüdischer Einwohner im heutigen Olmütz soll in der sogenannten Raffelstettener Zollordnung von 906 erwähnt worden sein. Wahrscheinlicher ist die Annahme, dass jüdische Kaufleute erst im 11. Jahrhundert in Olmütz ansässig wurden, denn 1140 erwähnte der reisende Rabbiner Isaak ben Dorbolo in einem Schriftstück ein bereits existierendes jüdisches Viertel in – wie er es nannte – Olmijz beziehungsweise Almijz. Am 20. September 1278 bestätigte der Römisch-deutsche König Rudolf I. in einem Erlass die Privilegien für die jüdische Bevölkerung von Olmütz.
Bereits 1454 verbannte jedoch der böhmische König Ladislaus Postumus die Juden aus Olmütz und aus anderen mährischen sogenannten Königsstädten, sie mussten sich ab dem 11. November 1454 in kleineren Gemeinden ansiedeln; ihre Immobilien erhielten die Städte, die jedoch verpflichtet wurden, die bisherigen jüdischen Steuern zu übernehmen. 1745 bestätigte Erzherzogin Maria Theresia in ihrer Eigenschaft als Königin von Böhmen diese Praxis für Olmütz. Die folgende „Toleranzsteuer“ Maria Theresias (1748) oder das Toleranzpatent Josephs II. (1782) brachten keine wesentliche Verbesserung. Die Schranken fielen erst nach 1848, als die antijüdischen Verordnungen zwar de jure noch galten, aber nicht eingehalten wurden. Danach stieg die jüdische Bevölkerungszahl in Olmütz wieder.
1865 wurde in Olmütz ein jüdischer Religiöser Verband gegründet, aus dem 1892 die selbständige Jüdische Gemeinde hervorging, deren erster Rabbiner Berthold Oppenheim wurde. 1897 fand in Olmütz der 1. Sionistenkongress der Österreichisch-ungarischen Monarchie statt; es gab zahlreiche Vereine wie Chewra Kadischa, ab 1893 Frauenwohltätigkeitsverein, ab 1901 der Sportverein TJ Makkabi und andere. Insbesondere wurde in Olmütz zwischen 1895 und 1897 die Synagoge erbaut. Während des Ersten Weltkrieges suchten in Olmütz mehrere Hundert Flüchtlinge aus Galizien Zuflucht.
Mit der Besetzung der Resttschechei 1939 wurde die jüdische Gemeinde zerschlagen und ihr Eigentum arisiert. Die Synagoge wurde gleich in der Nacht vom 15. auf 16. März 1939 durch deutsche aber auch tschechische nationalsozialistische randalierende Gruppen angegriffen, angezündet und niedergebrannt. In mehreren Transporten wurden insgesamt 3498 jüdische Einwohner in Konzentrationslager deportiert, von denen lediglich etwa 200 den Holocaust überlebten. Es handelte sich um folgende Transporte:
| 26. Juni 1942   | Transport AAf | 900 Personen |
| 30. Juni 1942   | Transport AAg | 900 Personen |
| 4. Juli 1942    | Transport AAm | 900 Personen |
| 8. Juli 1942    | Transport AAo | 745 Personen |
| 11. Januar 1944 | Transport Ez  | 1 Person     |
| 7. März 1945    | Transport AE7 | 53 Personen  |

Eine namentliche Zusammenstellung aller aus Olmütz deportierten Juden befindet sich auf den Seiten des Projektes Zmizelí sousedé Olomouc (Verschwundene Nachbarn Olmütz).

### Entwicklung der jüdischen Bevölkerung
Ab Mitte des 19. Jahrhunderts, nachdem der Zuzug von Juden nach Olmütz wieder ermöglicht wurde, entwickelten sich die Bevölkerungszahlen der Olmützer Juden wie folgt:
| 1857 | 72          |                                                   |
| 1869 | 747         | aus insgesamt 14.394 Einwohner                    |
| 1880 | 1.254       | aus insgesamt 18.549 Einwohner (etwa 6,2 Prozent) |
| 1890 | 1.306       | aus insgesamt 19.761 Einwohner                    |
| 1900 | 1.676       |                                                   |
| 1910 | 1.679       | aus insgesamt 21.707 Einwohner                    |
| 1921 | 2.077       | aus insgesamt 57.206 Einwohner                    |
| 1928 | 2.400       | (die drittgrößte Gemeinde in Mähren)              |
| 1930 | 2.198       | aus insgesamt 66.440 Einwohner                    |
| 1933 | 2.198       |                                                   |
| 1941 | 4.000 (ca.) |                                                   |

## Die Gemeinde heute, Stolpersteine
Die jüdische Gemeinde wurde 1945 durch die Überlebenden des Holocaust erneuert. Sie konnte sich während der kommunistischen Herrschaft nicht behaupten und wurde 1962 als eine Synagogalgemeinde Teil der Jüdischen Gemeinde Ostrava. Erst am 1. April 1991 wurde sie wieder gegründet und außer für Olmütz wurde sie auch für die mährischen Städte Šumperk, Jeseník, Bruntál und Přerov zuständig.
Nachdem in Olmütz 2011 die ersten Stolpersteine verlegt wurden, damals noch vom Erfinder Gunter Demnig selber, wurde die Jüdische Gemeinde auch in diesem Bereich aktiv und initiierte selber mehrere Verlegungen von Stolpersteinen:
- am 29. Oktober 2012 (42 Steine)[12]
- am 18. September 2014[13]
- am 22. April 2015[14]
- am 14. November 2017 in Zusammenarbeit mit dem Senat der Stadt[15]

Neben sechs Verlegungen von G. Demnig hat die Gemeinde somit bis Herbst 2017 vier eigene Verlegungen initiiert und durchgeführt, darunter auch die Verlegung der vermutlich ersten Stolperschwelle in ganz Tschechien am 14. November 2017.